# 芮麟
芮麟（？—？），字志文，宣城人，明朝政治人物、循吏，监生出身。

## 生平
芮麟為明朝洪武年间国子生，于洪武三十一年（1398年）接替裴冕任台州建宁府知府一职。其在任期間有政声，明於政體，作風清廉宽简，有古循吏之风，受到當時吏民信服。其後因故谪戍边，當地父老泣送境外。其好学不倦，尤善楷书。后起为建宁严州知府。其台州建宁府知府一职，永乐年间由刘敬接任。